# Carlos Enrique Abihaggle
Carlos Enrique Abihaggle (Provincia de Mendoza, 20 de marzo de 1945-29 de febrero de 2024) fue un contador público, profesor universitario y político argentino del Partido Justicialista, que se desempeñó como diputado nacional por la provincia de Mendoza, entre 1993 y 1997, y como embajador de Argentina en Chile entre 2003 y 2007.

## Biografía
Se graduó de contador público en la Universidad Nacional de Cuyo (UNCuyo). Cuenta con maestrías en economía en las universidades de Cuyo, de Chicago, de la Católica de Chile y de Pensilvania. Se ha desempeñado como docente de economía y finanzas, en el sector empresarial y tuvo publicaciones sobre hidrología.
En 1987 asumió en la Cámara de Senadores de la Provincia de Mendoza por la 3.° sección electoral. Fue ministro de Obras y Servicios Públicos del gobernador José Octavio Bordón y precandidato a gobernador en las elecciones provinciales de 1991.
Fue elegido diputado nacional por la provincia de Mendoza en las elecciones legislativas de 1993, renunciando en abril de 1997. Entre 1997 y 2002 fue superintendente general de Irrigación del gobierno provincial de Mendoza. En mayo de 2002 regresó al senado provincial de Mendoza, también por la 3.° sección electoral.
Tenía mandato hasta 2006, pero renunció en 2003, cuando fue designado embajador de Argentina en Chile por el presidente Néstor Kirchner. Presentó sus cartas credenciales al presidente chileno Ricardo Lagos en julio de ese año. Finalizó en el cargo en 2007 y al año siguiente fue presentador en un programa de televisión de Canal 9 de la ciudad de Mendoza.
Falleció el 29 de febrero de 2024 a los 78 años de edad.